# Fred Thompson
Fred Dalton Thompson (19 de agosto de 1942-1 de noviembre de 2015) fue un político, abogado y actor estadounidense. Miembro del Partido Republicano de los Estados Unidos, fue senador por Tennessee (1994-2003) y candidato presidencial para la elección presidencial de Estados Unidos de 2008.

## Primeros años
Nació en Sheffield, Alabama, y creció en Lawrenceburg, Tennessee. Asistió primero a la Universidad del Norte de Alabama y más tarde a la Universidad de Memphis, donde se graduó en Filosofía y Ciencias Políticas. En 1967 obtuvo la licenciatura en Derecho por la Universidad de Vanderbilt. Fue admitido en el Colegio de Abogados de Tennessee en 1967, y comenzó a ejercer como asistente de fiscal (1969-1972).
En 1977 llevó uno de sus casos más célebres como abogado.[cita requerida] El caso contra el Comité de Indultos y Libertad Condicional del Estado de Tennessee, comité en el que se estaban cometiendo todo tipo de abusos con la compra y venta de indultos. El caso terminó arruinando la carrera política del entonces Gobernador de Tennessee, el demócrata RAY BLANTON.

## Investigación del Caso Watergate
En 1972 dirigió la campaña de reelección del senador republicano Howard Baker. Esto le permitió llegar a Washington como asistente del senador Baker. En 1973 trabajó como consejero legal del Comité de Investigación del caso Watergate en el Senado de EE. UU., del que Howard Baker era el republicano de más alto rango. Fred Thompson a veces era referido como el responsable de la pregunta que realizó el senador Baker en el Comité y que fue considerada como un momento clave que precipitó la caída del Presidente Richard Nixon: «¿Qué sabía el Presidente, y cuándo lo supo?». Además, también es famosa la pregunta que le realizó al asesor de Alexander Butterfield que terminó por revelar públicamente la existencia de grabaciones en la Casa Blanca: «Señor Butterfield, ¿tenía usted conocimiento de la existencia de un dispositivo de grabación en el Despacho Oval?».
Más tarde trabajaría como consejero de diferentes comités senatoriales. Entre 1980 y 1981 fue consejero especial del Comité de Relaciones Exteriores del Senado, y en 1982 fue consejero especial del Comité de Inteligencia del Senado.

## Senador por Tennessee (1994-2003)
En 1994 decidió dar el salto a un cargo electo. Presentó su candidatura al Senado por el Partido Republicano. Competía en una elección especial por el escaño que había dejado vacante un año antes Al Gore al convertirse en Vicepresidente de EE. UU. El 8 de noviembre de 1994, coincidiendo con un buen año para los republicanos a nivel nacional, Thompson derrotó ampliamente al demócrata Jim Cooper, con el 61 % de los votos, lo que representaba la victoria más contundente obtenida por nadie en la historia electoral de Tennessee hasta ese momento.
Nada más aterrizar en el Senado de EE. UU., fue seleccionado por sus colegas republicanos para emitir la respuesta republicana a un discurso televisado del Presidente Bill Clinton. Fue reelegido en noviembre de 1996 para un mandato completo de seis años. esa vez derrotó a su rival demócrata por un margen superior al de dos años antes. En 2002 decidió no presentarse a la reelección.
Fue miembro de los Comités de Finanzas e Inteligencia, miembro del Grupo de Trabajo para la Seguridad Nacional, y presidente del Comité de Asuntos Gubernamentales del Senado entre 1997 y 2001. Desde esa posición dirigió las investigaciones sobre el escándalo de la financiación de la campaña de reelección del Presidente Clinton y las alegaciones sobre los intentos de China de influir en la política interna estadounidense financiando campañas electorales.
En febrero de 1999, durante las sesiones para el Impeachment del Presidente Bill Clinton por el escándalo Lewinsky, el senador Thompson votó en contra del procesamiento de Clinton, a diferencia de la mayoría de los senadores republicanos del Sur. En el año 2000 apoyó la candidatura presidencial del senador John McCain, de cuya campaña fue copresidente. Más tarde terminó apoyando a George W. Bush y estuvo entre los nombres barajados por éste como potencial candidato a la Vicepresidencia de EE. UU. en las elecciones de ese año.

## Actor de cine y televisión
Fred Thompson ha compaginado su carrera como abogado y político, con una carrera como actor en varias producciones de cine y televisión. Su primer rol sería en Marie, adaptación para el cine del escándalo del Comité de Indultos y Libertad Condicional de Tennessee; fue dirigida por Roger Donaldson y protagonizada por Sissy Spacek, donde Fred Thompson se interpretaba a sí mismo.
En su filmografía se incluyen entre otras:
- Marie (1985) de Roger Donaldson.
- Sin salida (1987) de Roger Donaldson.
- Días de trueno (1990) de Tony Scott.
- La caza del Octubre Rojo (1990) de John McTiernan.
- Die Hard 2 (1990) de Renny Harlin.
- La pequeña pícara (1991) de John Hughes.
- Acción judicial (1991) de Michael Apted.
- El cabo del miedo (1991) de Martin Scorsese.
- Corazón trueno (1992) de Michael Apted.
- Águila de Acero III (1992) de John Glen.
- En la línea de fuego (1993) de Wolfgang Petersen.
- Nacida ayer (1993) de Luis Mandoki.
- El peque se va de marcha (1994) de Patrick Read Johnson.
- Persecuted (2014) de Daniel Lusko.

También ha participado en series de televisión como Playa de China, Roseanne, Matlock o Sexo en Nueva York. En 2002 interpretó al fiscal del distrito de Nueva York, Arthur Branch, en la serie La Ley y el Orden de la cadena NBC.

## Campaña presidencial de 2008
- Artículos en Wikinoticias: Fred Thompson retira su candidatura presidencial

En una entrevista concedida al canal Fox News el 11 de marzo de 2007, Fred Thompson dejó abierta la puerta a una posible carrera presidencial para 2008. "Lo estoy pensando, voy a dejar la puerta abierta. Voy a esperar y ver lo que sucede. Querría ver cómo van mis colegas que están de campaña, qué dicen, en qué se focalizan, a qué le están prestando atención, y cuánto éxito tienen para cumplirlo...".
Thompson expresó que consideraba la idea de postularse después que el exlíder de la mayoría del Senado Howard Baker y otros republicanos de Tennessee comenzaron a avalar su posible candidatura, citando sus antecedentes conservadores. Entre otras cosas, expresó que se oponía al matrimonio entre homosexuales, pero dejaría que los estados decidieran si permiten o no las uniones civiles de parejas del mismo sexo. Indicó asimismo que apoyaba la decisión del Presidente George W. Bush de enviar más soldados a Irak.
En cualquier caso, los analistas coinciden en que, fuera o no candidato a Presidente, también fue uno de los más serios aspirantes para la candidatura a la Vicepresidencia. Sin embargo, el 5 de septiembre anunció oficialmente su candidatura presidencial, en el programa de Jay Leno. El 13 de noviembre de 2007, recibió el apoyo público de la National Right to Life Committee, la más importante organización contra el aborto de EE. UU. El 22 de enero de 2008, retiró su candidatura a la presidencia.

## Historia electoral
- Elección especial al Senado de EE. UU. en 1994
  - Fred Thompson (R), 60 %
  - Jim Cooper (D), 39 %
- Elección al Senado de EE. UU. en 1996
  - Fred Thompson (R) (inc.), 61 %
  - Houston Gordon (D), 37 %

## Últimos años
Fred Thomson fue la voz en off que presentó la Convención Republicana de 2004, celebrada en el Madison Square Garden, Nueva York. En 2005 el presidente George W. Bush lo nombró para que ejerciera de consejero del nuevo presidente del Tribunal Supremo de EE. UU., John Roberts, en su proceso de confirmación ante el Senado. En 2006 se especuló que pudiera presentarse como candidato republicano al puesto de Gobernador de Tennessee, pero finalmente rechazó la idea.

### Cáncer y fallecimiento
En abril de 2007 en una entrevista en Your World with Neil Cavuto en Fox News, Thompson declaró que tenía un linfoma, un tipo de cáncer incurable, pero agregó que la enfermedad era tratable. "No me ha causado ninguna enfermedad, ni siquiera un síntoma. Mi expectativa de vida no debería verse afectada. Estoy en remisión, y es muy tratable con medicamentos si en el futuro lo necesito y sin efectos secundarios debilitantes", fue lo dicho por Thompson. Thompson falleció el 1 de noviembre de 2015 debido a una recaída del cáncer que padecía hacía varios años.